# Л3 (космический корабль)
Л3 — разработанный в КБ Королёва двухместный экспедиционный космический корабль советской лунно-посадочной пилотируемой программы Н1-Л3, для пилотируемого полета к Луне с посадкой на её поверхность. Выхода космонавта на поверхность Луны и возвращения на Землю.

## История проекта
Работа над проектом началась в начале 1960-х годов. 3 августа 1964 года выходит Постановление Правительства, в котором впервые было определено, что важнейшей задачей в исследовании космического пространства с помощью ракеты-носителя Н1 является освоение Луны с высадкой экспедиции на её поверхность и последующим возвращением её на Землю.
Разработка проекта осуществлялась в ОКБ-1 под руководством С. П. Королёва, а после его смерти руководил проектом В. П. Мишин Так же в работе над проектом принимали участие ОКБ-276 (разработка двигателя блока Г), ОКБ-586, НИИ-885, ГСКБ «Спецмаш».
Согласно Постановлению правительства СССР от начала 1967 года, первый автоматический полёт корабля должен был пройти в декабре 1967 года, пилотируемая экспедиция к Луне на нём — в апреле 1968 года, первая в мире пилотируемая экспедиция на Луну на нём — в сентябре 1968 года. Однако, по решению Политбюро ЦК КПСС программа Н1-Л3 была остановлена в 1974 году.

## Устройство
По своему устройству космический корабль Л3 по сути был лунный ракетный комплекс состоящий из 9,85-тонного лунно-орбитального корабля ЛОК (11Ф93) , 5,56-тонного лунно-посадочного корабля ЛК (11Ф94) и ракетных блоков это две последние ступени носителя Н-1 — блоки «Г» (разгонный к Луне) и «Д» (доразгонный к Луне, переводящий на лунную орбиту и тормозящий ЛК при посадке).
Запуск корабля Л3 был предусмотрен на специально разработанной сверхтяжёлой ракете-носителе Н-1, которая не была доведена до стадии успешных запусков, выполнив 4 аварийных старта в 1969—1972 гг.
По проекту, после старта и перехода корабля Л3 на лунную орбиту он разделялся на два корабля, из которых ЛОК с одним космонавтом оставался на лунной орбите, а ЛК с другим космонавтом совершал посадку с последующим взлётом, стыковкой и расстыковкой с ЛОК, который затем отправлялся назад к Земле. В конструкции стыковочного узла не было внутреннего люка-лаза, и высаживающийся на Луну космонавт переходил из ЛОК в ЛК и обратно через открытый космос в скафандре «Кречет» посредством поворотной штанги-манипулятора или по внешним поверхностям.

## Подготовка к полёту
В полном составе корабль Л3 не запускался. В первом пуске ракеты-носителя Н-1 21 февраля 1969 года был задействован прототип ЛОКа корабль 7К-Л1А/Л1С (11Ф92) («Зонд-М»). Во втором пуске ракеты-носителя Н-1 3 июля 1969 года были задействованы прототип ЛОКа корабль 7К-Л1А/Л1С («Зонд-М») и макет корабля ЛК. В третьем пуске ракеты-носителя Н-1 27 июня 1971 года были задействованы макет корабля ЛОК и макет корабля ЛК. В четвёртом пуске ракеты-носителя Н-1 23 ноября 1972 года были задействованы беспилотный корабль ЛОК и макет корабля ЛК. Проводились также околоземные беспилотные испытания кораблей: упрощённого корабля ЛОК, запущенного ракетой-носителем УР500К «Протон» под названием «Космос-382» 2 декабря 1970 года, и кораблей ЛК (Т2К), запущенных ракетами-носителями «Союз-Л» под названиями «Космос-379» 24 января 1970 года, «Космос-398» 21 февраля 1971 года и «Космос-434» 12 августа 1971 года. Перед отменой программы запуск комплекса Л3 со штатными кораблями ЛОК и ЛК намечался на август 1974 года, когда в автоматическом режиме должна была быть выполнена вся программа полёта к Луне и обратно. Затем через год должен был стартовать также беспилотный комплекс Л3, корабль ЛК-Р которого оставался бы на лунной поверхности как резерв для скорой первой советской пилотируемой экспедицией на Луну. После этого планировалось ещё до пяти полётов пилотируемых комплексов Л3. Из-за ряда неудачных испытательных запусков ракеты-носителя Н-1, и из-за того, что США совершили полёты и высадку на Луне проект Н1-Л3 в 1974 году был приостановлен и позже закрыт.

## Сопутствующие нереализованные проекты
Для отработки системы стыковки комплекса Л3 и подготовки экипажей на базе корабля «Союз» (7К-ОК) был разработан и готовился к полётам его вариант «Союз-Контакт», необходимость полётов которого отпала в связи с недоведением лунно-посадочной программы до стадии пилотируемых полётов. Позже на основе наработок Л3 был разработан новый экспедиционный корабль Л3М с высадкой на Луну двух космонавтов для обеспечения сначала долговременных экспедиций на Луну к 1979 году, а затем и сооружения на её поверхности в 1980-х годах советской лунной базы «Звезда». Данные проекты не были приняты к осуществлению.